# اس‌ام یو-۶۸
اس‌ام یو-۶۸ (به انگلیسی: SM U-68) یک زیردریایی بود که طول آن ۲۲۸ فوت (۶۹ متر) بود. این زیردریایی در سال ۱۹۱۵ ساخته شد.